# Reuss-Burgk

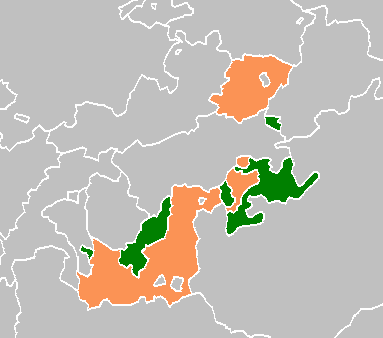
De vorstendommen van de jongere linie in 1820 (oranje) - de interne grenzen zijn niet aangegeven; groen de oudere linie.

Reuss-Burgk was tweemaal de naam van een staatje in Thüringen. Van 1596 tot 1640 bestond het als heerlijkheid en van 1668 tot 1697 als heerlijkheid en later graafschap, beide keren onder bestuur van Reuss oudere linie, een tak van het Huis Reuss.

## Geschiedenis

### De heerlijkheid Reuss-Burgk
In 1596 werd het tot dan toe gemeenschappelijk bestuurde gebied rond Schleiz verdeeld. Hendrik II de Lange, tot dat moment heer van Reuss-Untergreiz I verkreeg uit deze erfenis de burcht Burgk en de dorpjes Crispendorf, Dörflas, Erkmannsdorf, Grochwitz, Möschlitz, Mönchgrün, Pahnstangen, Neundorf, Plothen, Remptendorf en Roppisch. Hendrik II verkocht Untergreiz-I aan zijn broer Hendrik V van Untergreiz-II, koos Burgk als residentie en werd zo heer van Reuss-Burgk.
Hendrik II de Lange stierf in 1608 en werd opgevolgd door zijn drie zoons, Hendrik II de Andere, Hendrik III en Hendrik IV, die gezamenlijk regeerden. In 1616 werd Hendrik III onder onduidelijke omstandigheden in het stadje Gefell vermoord door Georg Kästner.
Eveneens in 1616 stierf de middelste linie uit en werd een aantal dorpen bij Burgk gevoegd. Het ging hierbij om Brückla, Friesau, Hain, Kauern, Lunzig, Mehla, Rauschengesees en Zoppothen. Hendrik II en Hendrik IV besloten hierop tot een opsplitsing van Burgk, waarbij Hendrik IV heer over een zelfstandig Reuss-Dölau werd en Hendrik II in Burgk bleef wonen. Deze splitsing werd in 1636 weer ongedaan gemaakt toen Hendrik IV van Dölau kinderloos overleed en het gebied weer terugviel aan Burgk.
Hendrik II de Andere stierf in 1639 en werd opgevolgd door zijn zoon Hendrik III. Toen die in 1640 zonder nakomelingen overleed werd Burg verdeeld tussen Obergreiz en Untergreiz.

### Het graafschap Reuss-Burgk
In 1668 ontstond Reuss-Burgk opnieuw. Na de dood van Hendrik V van Reuss-Untergreiz in 1667 werd Untergreiz verdeeld tussen zijn drie zonen. De jongste zoon, Hendrik V werd heer van Reuss-Rothenthal. De middelste zoon, Hendrik IV bleef heer van Reuss-Untergreiz. De oudste zoon, Hendrik II werd heer Reuss-Burgk. Dit omvatte het kasteel van Burgk en verder de dorpen Crispendorf, Dörflas, Mönchgrün, Neundorf, Pahnstangen en Plothen.
In 1673 werden de drie broers in de rijksgravenstand verheven. Toen Hendrik II in 1697 zonder nakomelingen kwam te overlijden, werd Burgk verdeeld tussen Untergreiz en Rothenthal.

## Heersers

### heren van Burgk
- 1596-1608: Hendrik II de Lange (1543-1608, zoon van Hendrik XV, stamvader van Reuss oudere linie), sinds 1583 heer van Untergreiz I
- 1608-1639: Hendrik II de Andere (1575-1639, zoon van Hendrik II de Lange), samen met:
  - 1608-1616: Hendrik III (1578-1616, zoon van Hendrik II de Lange)
  - 1608-1616: Hendrik IV (1580-1636, zoon van Hendrik II de Lange), vanaf 1616 heer van Reuss-Dölau
- 1639-1640: Hendrik III (1616-1640, zoon van Hendrik II de Andere)

### graafschap Burgk

#### heer
- 1668-1673: Hendrik II (1634-1697), zoon van Hendrik V van Reuss-Untergreiz)

#### graaf
- 1673-1697: Hendrik II, sinds 1668 heer van Reuss-Burgk

Zie Huis Reuss voor een uitleg over de nummering van de vorsten.